# Hiti
Hiti je priimek v Sloveniji, ki sta ga po podatkih Statističnega urada Republike Slovenije na dan 1. januarja 2010 uporabljali 302 osebi.

## Znani nosilci priimka
- Gorazd Hiti (*1948), hokejist
- Gregor Hiti (1928—2009), športni pedagog na Univerzi v Ljubljani
- Marko Hiti (*1976), hokejist na travi
- Rudi Hiti (*1946), hokejist, trener, selektor
- Slavko (Stanislav) Hiti (1922—1975), baletni plesalec, koreograf in pedagog